# 198-й навчальний центр ВМС (Україна)
198-й навчальний центр (198 НЦ, в/ч А3163) — навчальна частина Військово-морських сил Збройних сил України призначений для опановування військово-морських спеціальностей військовими строкової служби та військової служби за контрактом. Знаходиться в Миколаєві.

## Історія
Навчальний центр сформовано на базі військово-морського ліцею (5-те військове містечко). Є спадкоємцем 191-го навчального центру, який розташовувався в Севастополі, після окупації Криму викладацький склад центру було виведено до Миколаєва. 5 листопада 2014 року в центрі розпочалися заняття для перших 70 курсантів-моряків.
26 серпня 2014 року в Миколаєві сформований Навчальний центр Військово-морських сил Збройних сил України, першим командиром якого призначений капітан 1 рангу Шаген Шайволодян. Основою командного і викладацького складу стали офіцери і старшини 39 навчального центру ВМС ЗС України, який з 1998 р. у м. Севастополь готував матросів і старшин до служби на кораблях і у військових частинах національного флоту, а у 2014 р. був захоплений російськими військами під час окупації території Автономної республіки Крим. В Миколаєві Центр невідкладно розпочав підготовку військовослужбовців за контрактом, призваних за мобілізацією та строкової служби для кораблів та військових частин Військово-морських сил Збройних сил України. У 2017 році на його базі сформовано Центр підготовки сержантського складу Військово-морських сил Збройних сил України, де здійснюється навчання старшин за стандартами НАТО. Паралельно з навчанням спеціалістів, у центрі проводяться роботи з удосконалення навчально-матеріальної бази, соціальної інфраструктури, обладнання центру сучасними тренажерами. Зокрема, створені комп’ютеризовані тренажери з управління кораблями і катерами, штурманської підготовки, опанування електромеханічної частини корабля, боротьби за живучість, підготовки водіїв, психологічної підготовки дозволяють ефективно і якісно застосовувати сучасні технології провідних країн світу у навчання спеціалістів Військово-морських сил Збройних сил України.
12 червня 2017 року 258 строковиків склали військову присягу.
15 вересня 2018 року у Навчальному центрі відбулося урочисте відкриття навчального тренажеру “Боротьба за живучість”, де військові моряки матимуть можливість удосконалювати свої професійні навички.
У березні 2021 року навчальний центр оголосив, що планує придбає 12-метровий плавпричал для швартування плавзасобів та виходу на воду гребців. Понтон (плавучий причал) повинен бути проектований і побудований відповідно до суднобудівних галузевих стандартів та правил будівлі корпусів суден і плавучих споруд. Окрім самого понтону замовлено стаціонарні пристрої для його утримання, а також опорна система, перехідний місток та місток на опорах (сваях) для заходу та виходу людей.

## Структура
- Навчальний тренажер “Боротьба за живучість”
- Навчально-тренувальний комплекс водолазної підготовки (створюється)[5]

## Керівництво
- капітан I рангу Шаген Шайволодян (з 2014)